# Jesper Bundgaard Vinkel
Jesper Bundgaard Vinkel (født 7. februar 1996 i Holstebro) er en tidligere cykelrytter fra Danmark, der indstillede sin aktive karriere efter 2019-sæsonen.

## Karriere
I 2013 kørte han som juniorrytter hos Team Designa Køkken-Knudsgaard, og det sidste år i ungdomsklassen blev i 2014 tilbragt hos Team Kelberg-Roskilde Junior. Her var han med til at vinde DM i holdløb.
Da Jesper Bundgaard Vinkels første seniorsæson stod for døren, skiftede han i 2015 til Team Jutlander. Her var han ét år, inden han skiftede til Riwal Platform Cycling Team på en toårig kontrakt. Han skiftede i 2018 til det Aarhus-baserede Team AURA Energi-CK Aarhus. Her vandt han karrierens første A-sejr, da han i maj kom først over stregen ved Principia Løbet i Harridslev. I 2018 var han den rytter der kørte flest DCU-point ind på holdet, og han repræsenterede det danske landshold ved Fyen Rundt 2018. Da 2019-sæsonen var afsluttet, indstillede Jesper Vinkel sin aktive karriere som eliterytter.